# Leptothorax wilsoni
Leptothorax wilsoni är en myrart som beskrevs av Jürgen Heinze 1989. Leptothorax wilsoni ingår i släktet smalmyror, och familjen myror. Inga underarter finns listade i Catalogue of Life.

## Bildgalleri

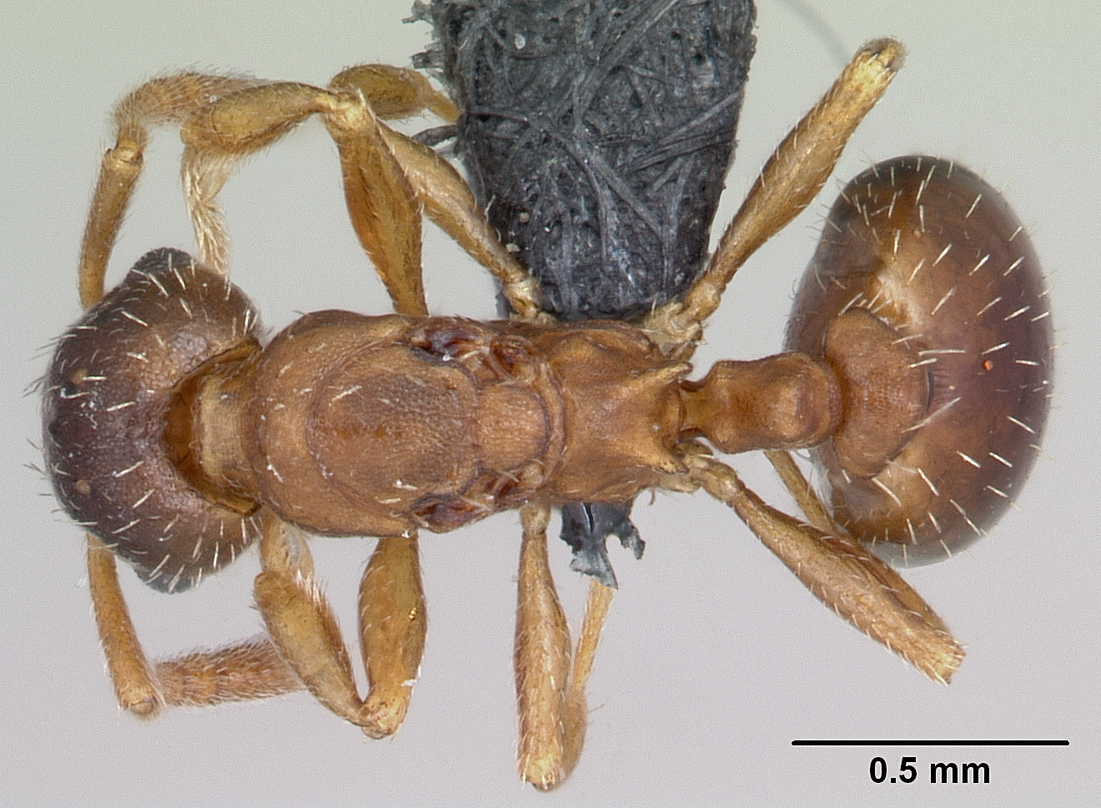
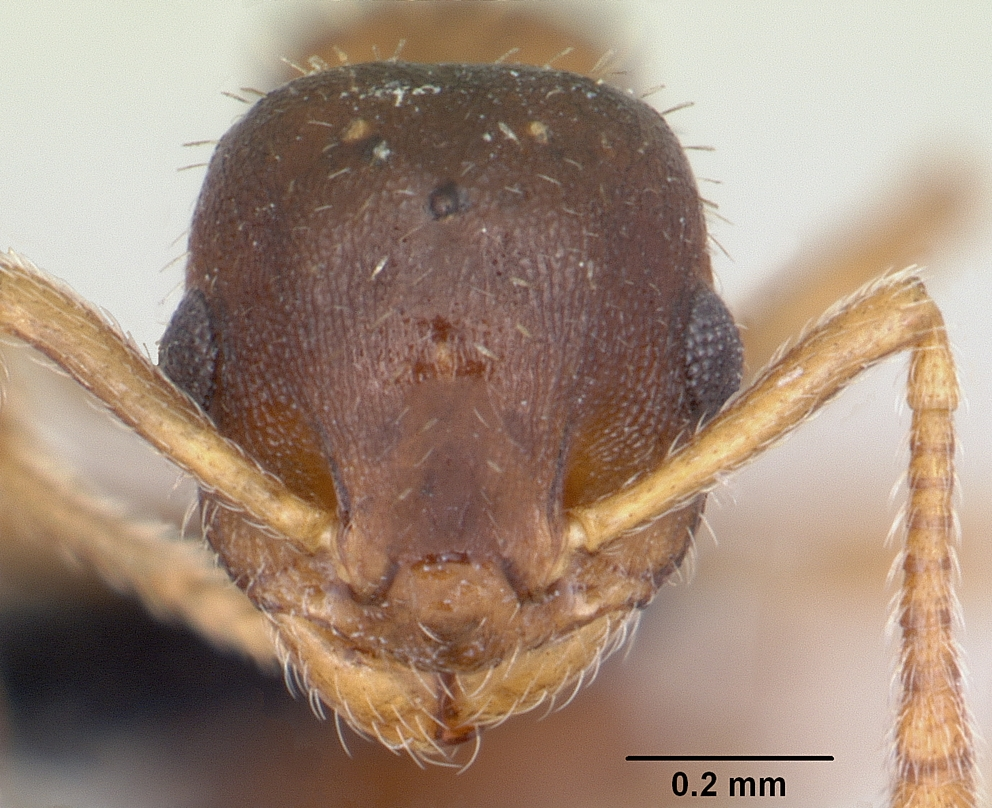
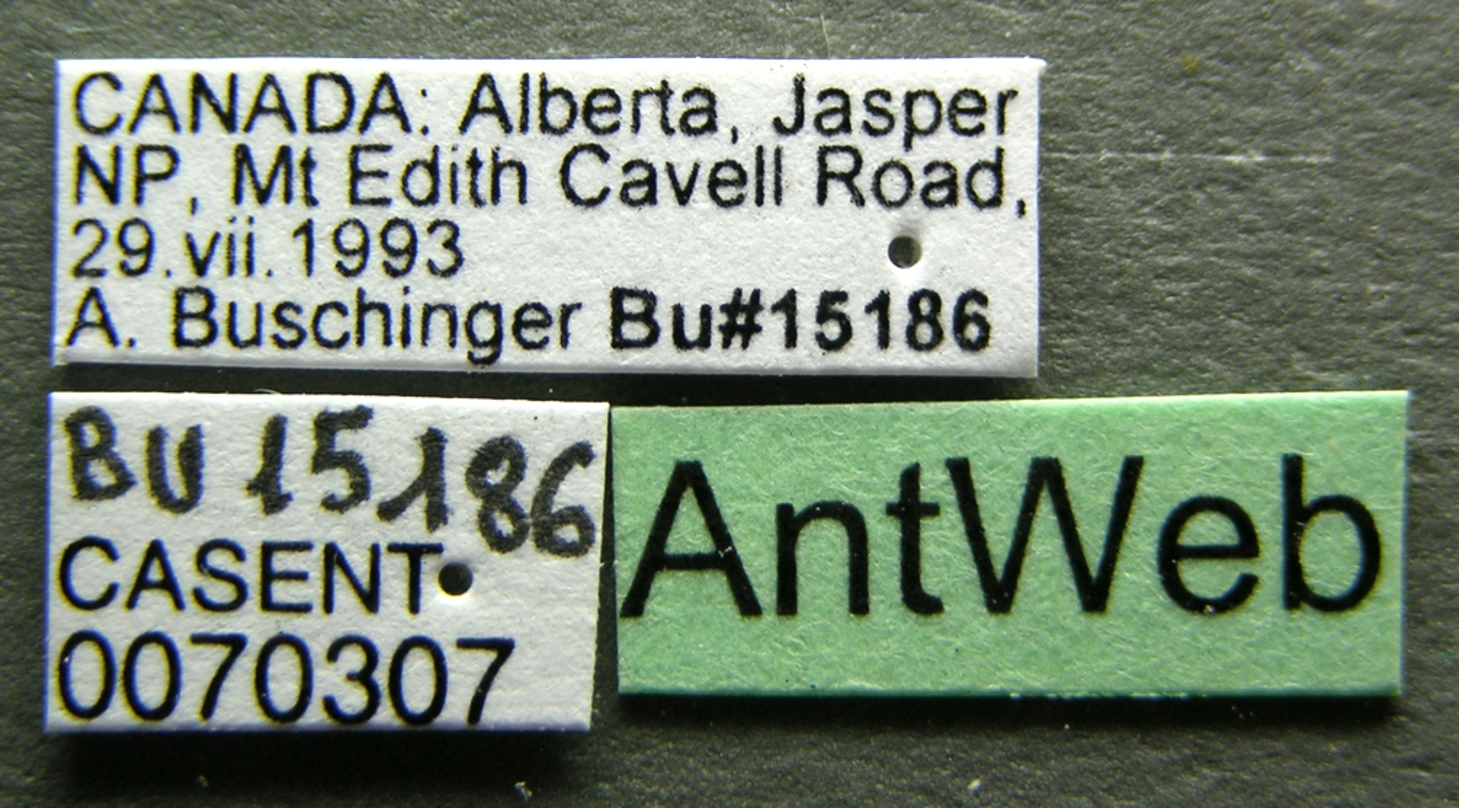
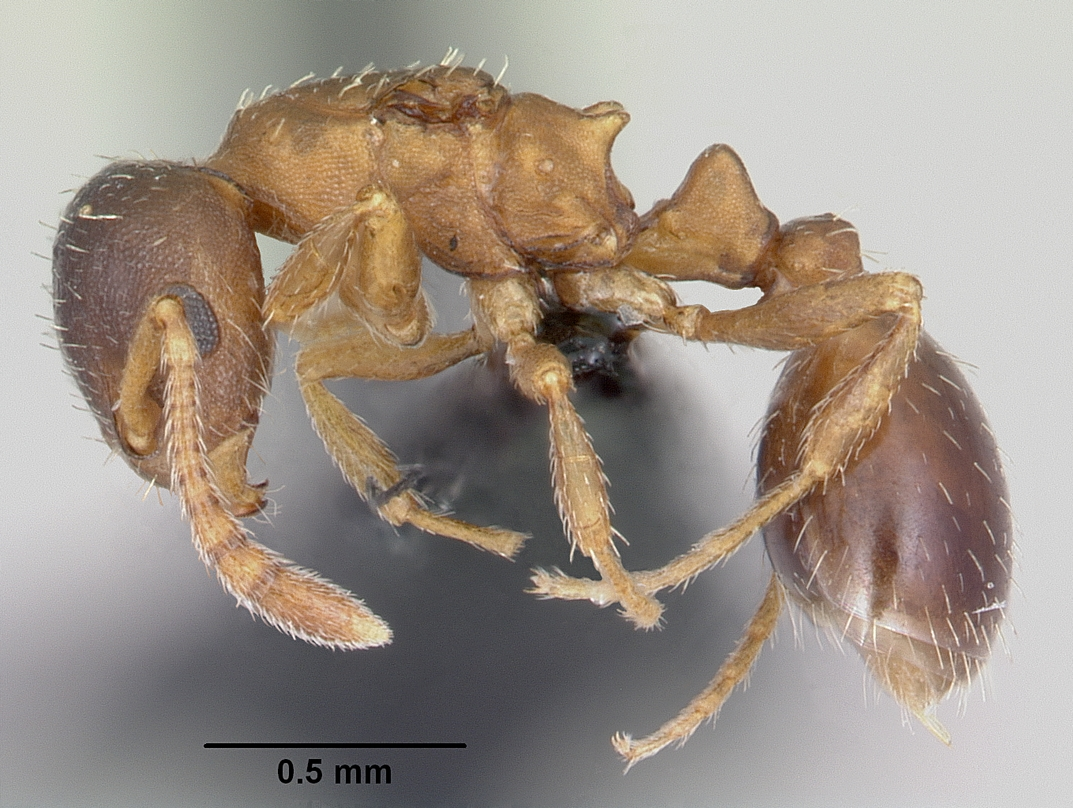
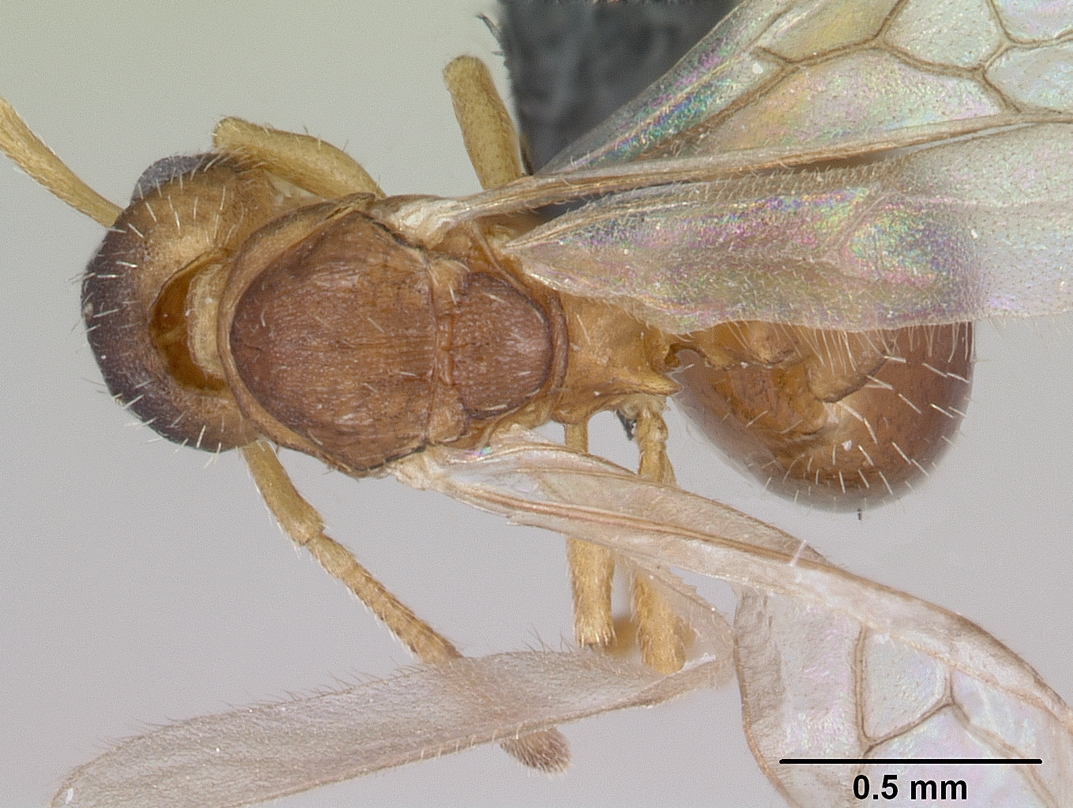
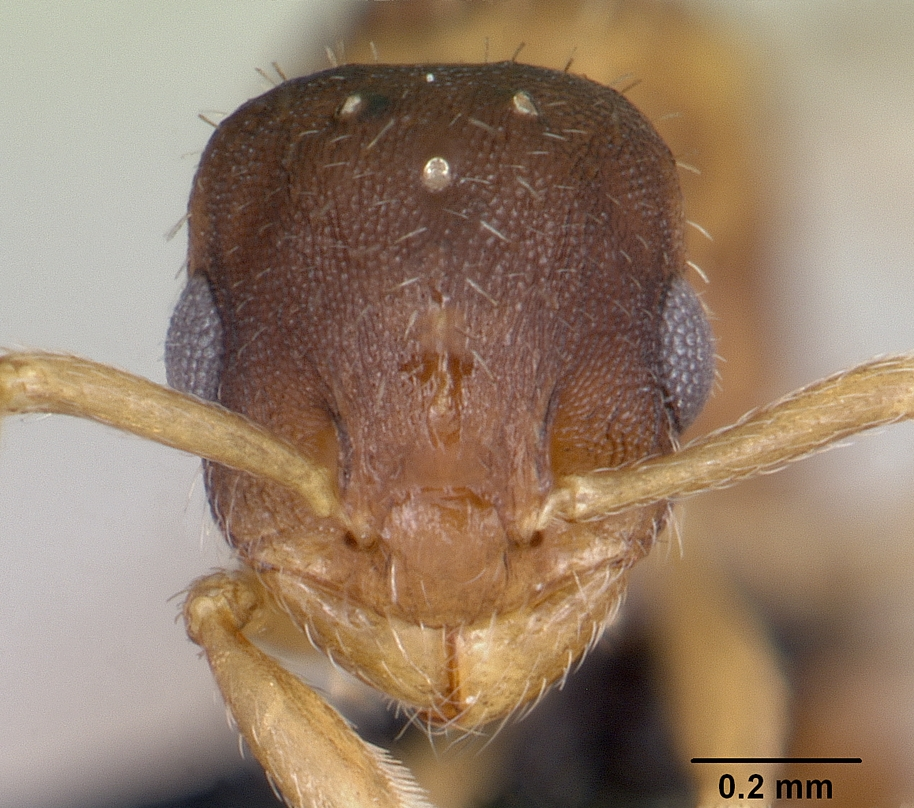